# 江氏角蟾
江氏角蟾（学名：Boulenophrys jiangi）一种分布于中华人民共和国贵州省及重庆市等地区的两栖动物，隶属于角蟾科布角蟾属。模式产地为贵州绥阳县寬闊水國家級自然保護區。种加词取自前中国科学院成都生物研究所教授江建平的姓氏，感谢他在中国两栖动物的系统研究和生物多样性保护方面的贡献。

## 形态特征
江氏角蟾体型小，雄蟾体长34.4～39.2毫米，雌蟾体长39.5～40.4毫米。身体背部皮肤粗糙，眶间具有棕色倒三角形斑纹，背部中间具有疣粒组成的一个V形脊和一个倒V形脊，两侧还有2个不连续的背外侧脊；身体腹面光滑，为紫灰色，腹部具有大黑色斑点。

## 保护
本种于2023年被收录入《有重要生态、科学、社会价值的陆生野生动物名录》。